# Rumex scutatus
La acedera romana (Rumex scutatus) es una especie de plantas de la familia de las poligonáceas.

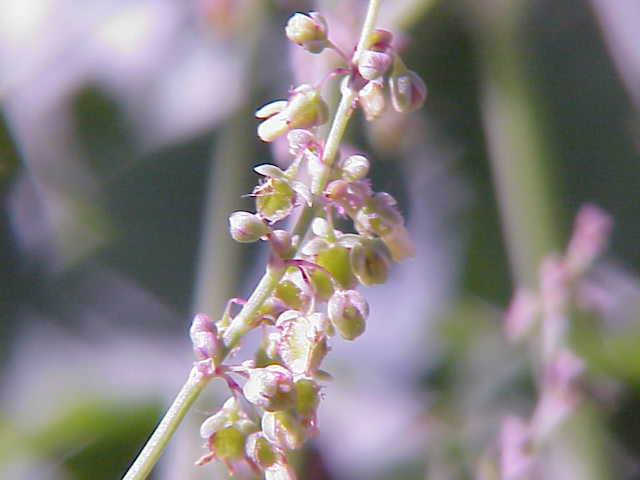
Vista de la planta

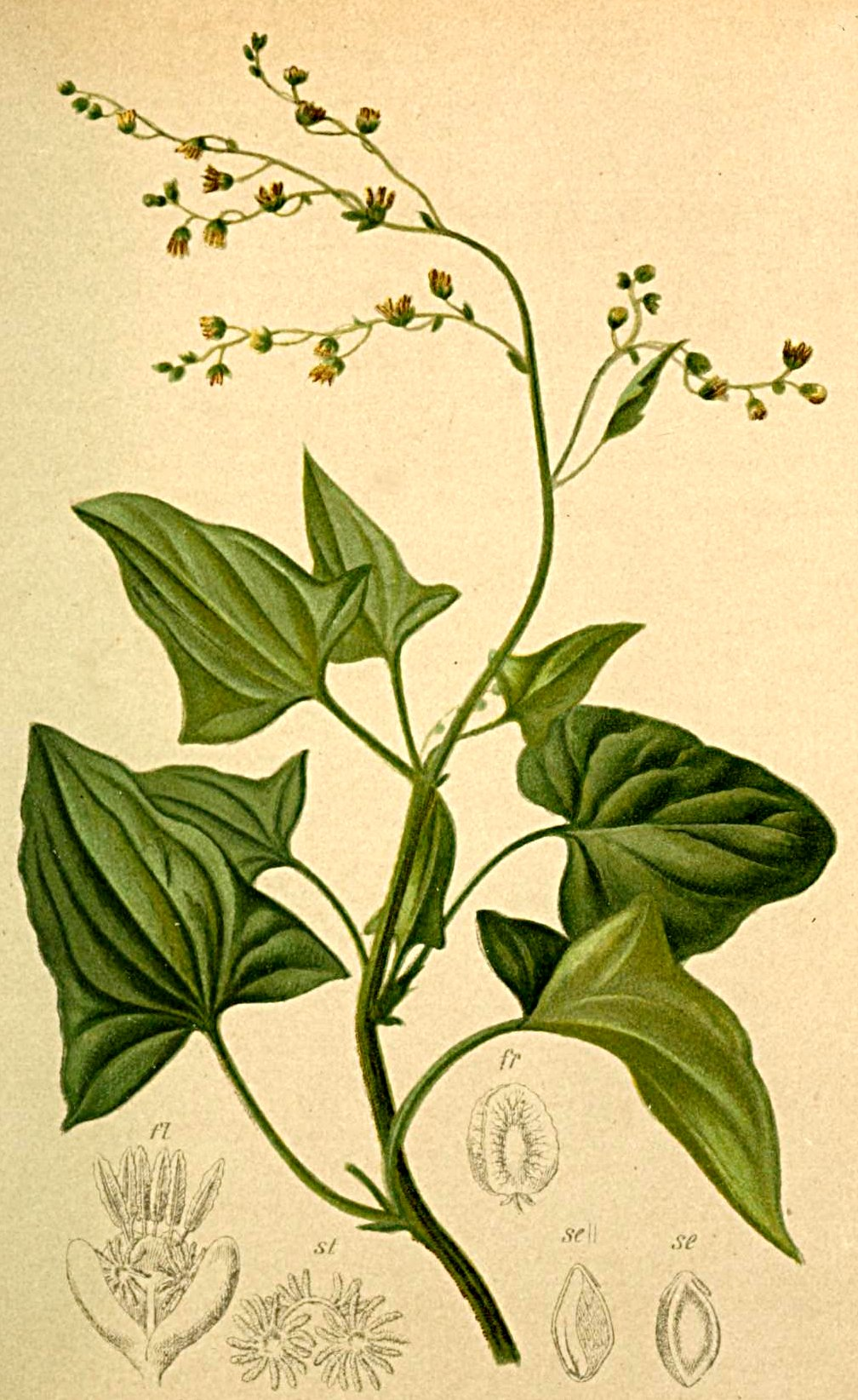
Ilustración

## Descripción
Planta vivaz, de 30-60 cm, con rizoma rastrero y cepa a veces leñosa. Numerosos tallos, débiles, sinuosos y ramuficados. Hojas ovales, anchas, con ápice obtuso, casi siempre astadas en la base, planas y frecuentemente glaucas. Peciolo más largo que el limbo. Flores rojizas en verticilos de pocas flores, espaciados y sin hojas. Valvas del fruto grandes, membranosas, enteras y suborbiculares en corazón.

## Hábitat
Pedregales e incluso en fisuras de las rocas.

## Usos
Al igual que otros Rumex, se consume en ensalada.

## Distribución
Europa y el Mediterráneo.

## Taxonomía
Rumex scutatus fue descrita por   Carlos Linneo  y publicado en Species Plantarum 1: 337. 1753.
Etimología
Ver: Rumex
scutatus: epíteto latíno que significa "con un escudo".
Sinonimia
- Acetosa scutata  (L.) Mill.
- Lapathum scutatum (L.) Lam.
- Rumex glaucus Jacq.
- Rumex induratus[3]

## Nombres comunes
- Castellano: acedera, acedera de hoja redonda, acedera de hojas redondas, acedera inglesa, acedera redonda, acedera romana, aceones, acerones, sombreretes, vinagrera, vinagrera de pájaro, vinagreras, vinagretas.[4]